# Butre (Ghana)
Butre ou Boutry est un village du district d'Ahanta West (en), dans la région occidentale du Ghana. Cette localité est connue pour son histoire liée à la colonisation de la côte de l'Or, notamment lors du passage sous protectorat de la confédération Ahanta via le traité de Butre. Le Fort Batenstein en ruine, construit par les Provinces-Unies en 1656, surmonte le village. La rivière Butre jouxte le village.

## Histoire

### Traité de Butre
Butre est une cité côtière Ahanta dont la date d'établissement est inconnue. La compagnie néerlandaise des Indes occidentales installe un comptoir commercial à proximité du village entre 1595 et 1600. Cependant, la région de la Côte de l'Or attire également les Britanniques qui s'établissent à Dixcove à l'ouest. Pendant que les hollandais renforcent leur position à Axim, la Compagnie suédoise d'Afrique s'implante à Butre en 1650,.

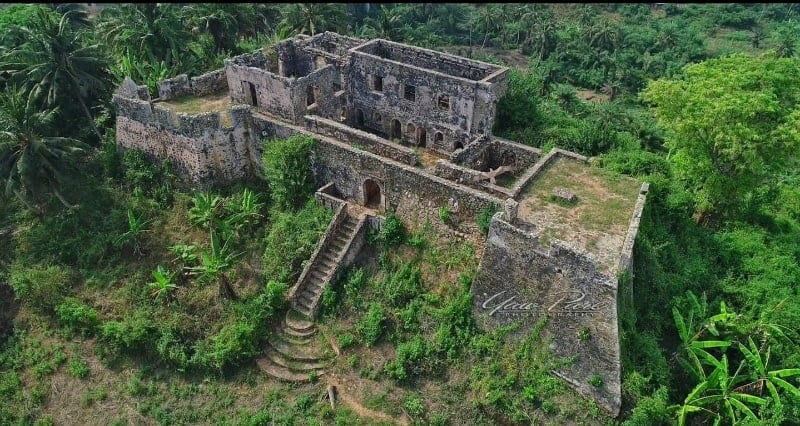
Le Fort Batenstein.

Afin de déloger la compagnie suédoise, les Provinces-Unies et la compagnie des Indes occidentales entament des négociations diplomatique avec la confédération des chefferies Ahanta. En 1656, le traité de Butre et les termes du protectorat sont définis et évince définitivement l'influence suédoise. Les hollandais construisent le Fort Batenstein sur la colline qui surplombe le village côtier cette même année. Malgré un mouvement de rébellion mené par Badu Bonsu II, le traité persiste jusqu'en 1873, après la vente des territoires aux colonies britanniques.

### Déclin
Butre est jusqu'à la moitié du XIXe siècle une des villes les plus importantes de l'État Ahanta. Après le conflit ahanto-néerlandais, plusieurs villes sont incendiées et des massacres perpétrés par les Hollandais, provoquant la fuite des populations locales.
Lors du rachat des territoires par les britanniques, les Ahanta résistent. La Royal Navy bombarde Butre en 1873 afin d'imposer son contrôle. En 1874, elle est déclarée colonie britannique. Cependant, les populations ne reviennent pas à Butre et les perspectives commerciales s'essoufflent. Les Britanniques cultivent du coton, du sucre et du café sur les terrains avoisinant le fort.

### Aujourd'hui
La cité, auparavant capitale économique des Ahanta, est devenue un petit village de pêcheurs abritant près de 400 habitants. Sa situation géographique le rend accessible aisément, via la route depuis Takoradi menant à Busua. Malgré sa taille, le village possède un comité touristique et un kiosque d'information. Le chef de Butre est également chef suprême et linguiste du royaume d'Ahanta.